# Melvin Jackson
Melvin Jackson (Los Angeles, 5 maggio 1954) è un ex giocatore di football americano statunitense che ha militato nel ruolo di offensive guard nella National Football League (NFL).

## Carriera
Jackson al college giocò a football con gli USC Trojans che furono premiati come campioni nazionali dalla United Press International nel 1974. Fu scelto nel corso del 12º giro (328º assoluto) del Draft NFL 1976 dai Green Bay Packers. Con essi disputò tutte le cinque stagioni della carriera, giocando stabilmente come guardia destra titolare nel 1977 e 1978.

## Famiglia
Il figlio, Austin Jackson, gioca con i Miami Dolphins.